# Virginia Slims of Indianapolis 1972
Il Virginia Slims of Indianapolis 1972 è stato un torneo di tennis giocato sul sintetico indoor. È stata la 1ª edizione del torneo, che fa parte del Virginia Slims Circuit 1972. Si è giocato ad Indianapolis negli USA dal 1° al 6 maggio 1973.

## Campionesse

### Singolare
Billie Jean King ha battuto in finale  Nancy Gunter con il punteggio di 6–3, 6–3

### Doppio
Rosemary Casals /  Karen Krantzcke hanno battuto in finale  Judy Tegart /  Françoise Dürr con il punteggio di 6–3, 6–2